# Phare de São Mateus
Le phare de São Mateus (en portugais : Farol de São Mateus) est un phare situé à l'embouchure du Rio São Mateus, dans la municipalité de Conceição da Barra de l'État de Espírito Santo - (Brésil).
Ce phare est la propriété de la Marine brésilienne  et il est géré par le Centro de Sinalização Náutica e Reparos Almirante Moraes Rego (CAMR) au sein de la Direction de l'Hydrographie et de la Navigation (DHN).

## Histoire
Le phare original était une tourelle en fonte, avec galerie et lanterne, de 13 m de hauteur. Il est inactif depuis 1999. À l'origine il était peint avec des barres rouges et blanches. Restauré entre 2005 et 2007, il a été peint en blanc en 2013.
L'embouchure de la rivière s'étant déplacée vers le sud, il a été remplacé en 1999 par une tour moderne en fibre de verre. Celle-ci est peinte avec des rayures rouges et blanches et elle est située sur la rive sud.
C'est une tour circulaire de 11 m de haut, montée sur un local technique d'un étage. Le phare émet, à une hauteur focale de 14 m, deux éclats blancs toutes les quinze secondes avec une portée maximale de 15 milles marins (environ 28 km).
Identifiant : ARLHS : BRA192 ; BR1852 - Amirauté : G0312 - NGA :18213 .

### Lien connexe
- Liste des phares du Brésil

## Crédit d'auteurs
- (pt) Cet article est partiellement ou en totalité issu de l’article de Wikipédia en portugais intitulé « Farol de São Mateus » (voir la liste des auteurs).